# Лопухина, Галина Владимировна
Галина Владимировна Лопухина (род. 23 апреля 1936, д. Денисьево, Галичский район, Ярославская область, СССР) — доярка госплемзавода «Лесное» Гатчинского района Ленинградской области, Герой Социалистического Труда (1986).

## Биография
Родилась 23 апреля 1936 года в деревне Денисьево Галичского района Ярославской (ныне — Костромской) области. Отец погиб на фронтах Великой Отечественной войны в 1942 году, мать работала дояркой в колхозе имени Розы Люксембург.
Окончила семилетнюю школу в 1951 году и поступила в кооперативный техникум, но из-за болезни матери прервала обучение и вернулась в колхоз, чтобы заменить мать на ферме. В 1966 году вместе с больной матерью переехала в Гатчинский район Ленинградской области, трудилась дояркой госплемзавода «Лесное». Предложила перевести доярок на режим работы в две смены. За отличные показатели работы многократно награждалась орденами и медалями. В 1986 году получила по 7017 килограммов молока от каждой прикреплённой к ней коровы и продержала планку до 1992 года.
Указом Президиума Верховного Совета СССР от 29 августа 1986 года «за выдающиеся производственные достижения, успешное выполнение заданий одиннадцатой пятилетки и социалистических обязательств и проявленную трудовую доблесть» удостоена звания Героя Социалистического Труда с вручением ордена Ленина и золотой медали «Серп и Молот».
В 2006 году вышла на пенсию, живёт в Пушкинском районе Санкт-Петербурга.
Награждена 2 орденами Ленина (23.12.1976; 29.08.1986), орденом Трудового Красного Знамени (06.09.1973), медалями, в том числе «За трудовую доблесть» (08.04.1971).